# Sergio Matto
Sergio Armando Matto Suárez (ur. 13 października 1930 w Las Piedras, zm. 23 listopada 1990 w Itajaí) – urugwajski koszykarz, dwukrotny brązowy medalista olimpijski z Helsinek i Melbourne.
Matto brał udział w trzech olimpiadach – w 1952, 1956 i 1960 roku. Na igrzyskach w Helsinkach (gdzie jego reprezentacja zajęła trzecie miejsce), wystąpił w siedmiu meczach zdobywając 28 punktów (notując 26 fauli). Na następnej olimpiadzie w Melbourne, zdobył brązowy medal. Na tej imprezie zdobył 31 punktów (24 faule), jednak na igrzyskach w Rzymie jego reprezentacja zajęła ósme miejsce; na tychże igrzyskach zdobył 22 punkty (25 fauli).
Matto uczestniczył także w Mistrzostwach Świata w koszykówce w 1954 roku, gdzie razem z drużyną zajął 6. miejsce. Zagrawszy w ośmiu meczach, Matto zdobył 15 punktów. Ponadto zanotował 23 faule.